# 林葆恆
參數所指定的目標頁面不存在，建議更正成存在頁面或直接建立下列一個頁面（建立前請先搜尋是否有合適的存在頁面可以取代）：
- 林葆恒 (词人)

林葆恆（1881年—1959年），字介如，廣東省香山縣人，翰林院編修。

## 生平
宣統二年(1910年)九月二日，內閣奉上諭：林葆恆著賞給文科進士。
民國元年(1912年)，全國臨時教育會議議員
民國元年(1912年)12月19日，署駐小呂宋副領事，民國二年(1913年)12月31日離職，民國三年(1914年)1月17日復署，本年改稱斐利賓副領事，民國六年(1917年)2月17日開缺。
民國七年(1918年)，國立北京大學法預科講師兼預科補習班教員
民國十一年(1922年)2月23日，署駐溫哥華領事。
民國十四年(1925年)1月19日，署駐泗水領事。民國十六年(1927年)12月28日，回國